# Rony Lopes
Marcos Paulo Mesquita Lopes, mais conhecido como Rony Lopes (Belém, 28 de dezembro de 1995) é um futebolista português nascido no Brasil que joga como meia-atacante ou ponta. Atualmente defende o Alanyaspor.

## Carreira
Filho de pai brasileiro e mãe portuguesa, Lopes se mudou muito cedo para a Europa, aos 4 anos de idade ele foi morar em Portugal com sua família.

### Manchester City
Depois de sair do Benfica e assinar pelo City em 2011, Lopes chamou a atenção pela primeira vez um ano depois de sua chegada, quando ele foi surpreendentemente chamado para a pré-temporada da equipe principal do City, e mais surpreendente ainda tendo atuado em seis dos sete jogos amistosos do City. Embora ele não tenha sido promovido imediatamente para a equipe principal quando jogos oficiais começaram em agosto, Lopes tinha apenas mais alguns meses de espera para sua estréia oficial, quando ele foi incluído entre os reservas durante a terceira eliminatória da Copa da Inglaterra contra o Watford. Substituindo David Silva no minuto 88 do jogo, Lopes proporcionou um impacto imediato, mesmo tendo apenas pouco mais de dois minutos em campo, anotou o terceiro e último gol do City, na vitória por 3 a 0. Isso fez de Lopes o mais jovem jogador a marcar um gol pelo time principal do Manchester City em uma partida oficial, com a idade de 17 anos e 9 dias. Ele era uma grande promessa do City na temporada de 2012-13 e passou a concorrer ao prêmio de Jogador do Ano da Academia, prêmio este decidido por meio de uma votação pública.
Lopes foi incluso na equipe do City que disputou a Liga Jovem da UEFA. No primeiro jogo da competição ele marcou dois gols na vitória do City por 4 a 1 sobre o Viktoria Plzeň fora de casa, e marcou um hat-trick na vitória por 6 a 0 em casa sobre o time de juniores do Bayern de Munique, no segundo jogo da competição.
Em 21 de janeiro de 2014, ele foi titular na partida contra o West Ham United, jogo válido pelo jogo de volta das semifinais da Copa da Liga Inglesa de 2013-14. No jogo, ele ajudou Sergio Agüero e Álvaro Negredo a marcarem um gol cada, vencendo por 3 a 0 na noite, e 9 a 0 no placar agregado. Nesta partida Lopes foi eleito o melhor em campo. Em seguida, no dia 25 de janeiro, ele foi titular novamente contra o Watford, pela Copa da Inglaterra.

### Lille
No dia 7 de julho de 2014 foi anunciado o empréstimo de Lopes ao Lille, até o final da temporada 2014-15. Lopes fez sua estrei pelo time francês no dia 9 de agosto, ele substituiu o companheiro Florent Balmont no empate em 0 a 0 contra o Metz aos 67 minutos de jogo, em partida válida pelo Campeonato Francês.

### Seleção Nacional
Durante o verão de 2014, ele participou da Euro Sub-19 atuando pela Seleção Portuguesa. Ele marcou dois gols no primeiro jogo de sua equipe contra Israel. Ele chegou à final, mas não conseguiu vencer a competição, Portugal perdeu a final por 1 a 0 para a Alemanha.
No início de 2014 quando Lopes já atuava pelo City, o comandante das categorias de base da Seleção Brasileira Alexandre Gallo visitou o clube com o intuito de apresentar o projeto da CBF aos atletas brasileiros do clube. Um dos atletas abordados pelo treinador foi Lopes, que foi persuadido a atuar pelo Brasil.
| “ | "É uma situação difícil. Apesar de ter vivido minha vida toda aqui (em Portugal), ainda tenho família no Brasil. Meu coração fica meio dividido pelos dois lados." | ” |

## Apelido
Quando Lopes ainda atuava nas categorias de base do Poiares, ele costumava ir aos treinos com uma camisa que tinha o nome do ídolo Ronaldo nas costas. Então, seus colegas de time começaram a lhe chamar de Ronaldo, mas como o então treinador da equipe considerava o nome muito comprido, o mesmo o apelidou de "Rony".

## Títulos
Manchester City
- Copa da Liga Inglesa: 2013–14

Sevilla
- Liga Europa da UEFA: 2019–20

Braga
- Taça da Liga: 2023–24

Individual
- Jogador do Ano da Manchester City Academy: 2012–13